# Угольная улица (Барнаул)
У́гольная у́лица — улица в Железнодорожном районе Барнаула, считается одной из самых коротких в городе и в России. Улица имеет протяжённость 40 метров. 

## История
Согласно данным к.и.н. Д. С. Дегтярева, улица в западной части формировавшегося тогда Города-сада была проложена и застроена не позднее 1919 года. Улица находилась вблизи с железной дорогой и получала название «железнодорожной» тематики, как и соседние улицы (Семафорная, Деповская, Новоугольная). В 1920—1940-е годы этот микрорайон был застроен индивидуальными малоэтажными деревянными домами. Благоустроенные квартиры в районе бывшего расположения улицы Угольная давали инженерам и руководителям заводов, эвакуированных в годы войны из Ленинграда.
В послевоенные годы начался снос старых домов и возведение 4—х и 5-этажек. В результате улица Угольная как таковая исчезла, от неё остался лишь угол на бывшем перекрёстке с проспектом Ленина.
Единственный оставшийся дом, который адресован по улице Угольная, имеет номер 16а и расположен между улицами Свердлова и Новоугольной.